# Pierre Faure
Pour les articles homonymes, voir Pierre Faure (homonymie) et Faure.
Pierre Ange François-Xavier Faure, né le 5 août 1777 à Nantes, est un ingénieur géographe français à bord du Naturaliste au départ de l'expédition Baudin.

## Éléments biographiques
La naissance de Pierre Faure datée du 10 août 1778 figure sur sa fiche matricule d'élève de la seconde promotion 1795, de l'École polytechnique. Il convient de noter toutefois que les fiches des premières promotions ont été établies postérieurement à 1800 par la recopie d'informations de documents antérieurs.
Pourtant, lorsque Pierre Faure se marie le 10 mars 1807 à Port-Louis (Île-de-France), l'acte de mariage qu'il émarge lui attribue trente ans, soit une naissance à Nantes en 1777, date que reprend Dany Bréelle dans son article Les géographes de l'expédition Baudin et la reconnaissance des côtes australes. On trouve effectivement trace le 16 septembre 1777 en l'église Saint-Nicolas de Nantes du baptême d'un Pierre Ange François-Xavier Fort,, né le 5 août 1777 et fils de François et de Perrinne Lequeqc, qui pourrait correspondre avec celui qui se marie  le 10 mars 1807 et est déclaré pareillement fils de François et de Perrine Lequeque.
On trouve les précisions suivantes pour celle de Faure : « Entré à l'École le 1er pluviôse an IV (21 janvier 1796). Nommé le 16 ventôse pour passer dans le corps des aérostiers en conséquence d'un arrêté du Directoire du 13 ventôse an V (3 mars 1797). A quitté l'école le 1er germinal an V (21 mars 1797). Est entré dans le corps des ingénieurs géographes. Rentré le 1er pluviôse an VII (20 janvier 1799) pour remplir les fonctions de chef de brigade. Séance du 28 nivôse an VII (17 janvier 1799). Il lui a été délivré un duplicata de sa carte d'élève le 21 messidor an VII (9 juillet 1799) etc. ». Le mathématicien Hachette, adjoint de Monge dans le département consacré à la géométrie descriptive, précise dans sa Correspondance sur l'École impériale Polytechnique que Faure fait partie de la promotion du 23 nivôse an IV (13 janvier 1796) mais Fourcy, bibliothécaire et secrétaire du Conseil d'administration de l'École polytechnique (1818-1842) qui fait autorité, le range dans la promotion 1795 (An IV).
L’École nationale aérostatique est alors une annexe de l'École des géographes, créée par la loi du 30 vendémiaire an IV (22 octobre 1795) et l'arrêté du 10 thermidor an IV (28 juillet 1796) ; cette dernière a ouvert ses portes au printemps 1797, dans le bureau du cadastre, et est dirigée par Prony. Faure en sort ingénieur géographe, et le 27 vendémiaire an IX (19 octobre), il part du Havre à bord du Naturaliste que commande Hamelin pour un voyage de découvertes aux terres australes. Lui et son collègue Boullanger embarqué sur le Géographe sont les deux ingénieurs hydrographes de l'expédition. Prony, nommé le 29 brumaire an IV (20 novembre 1795) dès l'origine membre de l'Institut national et à l'époque secrétaire de l'Académie des sciences, n'est sans doute pas étranger à la présence de ses deux anciens élèves de l'école des géographes.
L'expédition est en effet soigneusement préparée et l’Institut, récemment créé en 1795 pour remplacer les anciennes académies supprimées par la Convention, joue un rôle déterminant en créant à cet effet une commission comprenant la fine fleur des savants de l’époque : Lacépède, Jussieu, Laplace, Cuvier, Bougainville, Fleurieu, Bernardin de Saint-Pierre, et quelques autres moins célèbres. C’est la première fois, dans l’histoire des voyages de découvertes, qu’est mis à contribution un tel nombre de sommités scientifiques, chargées de préparer les instructions qui seraient données au chef de l’expédition. Le minéralogiste Lelièvre, comme Prony membre de l'Institut et du premier Conseil de perfectionnement de l’École polytechnique, a la responsabilité de sélectionner les deux géographes de haut niveau de l'expédition, ; il retient d'abord les noms de Boullanger et Caunes,,, puis Faure remplace son camarade de promotion Caunes qui renonce.
Au moment du départ de l’expédition, Faure fait partie des correspondants de la Société des observateurs de l'homme, avec les botanistes Michaux et Riedlé, les zoologistes Maugé et Péron, l’astronome Bernier, l'aspirant Bougainville (le fils du navigateur Louis-Antoine, membre résidant de la Société), et les deux commandants, Baudin et Hamelin. Installé d'abord sur Naturaliste durant ce voyage d'exploration scientifique, il est le premier à apercevoir et à dessiner le plan de l'île Faure,, une île de la baie Shark à laquelle l'expédition donne son nom. Lorsque Baudin décide à Port Jackson de renvoyer en France le Naturaliste et de le remplacer par le Casuarina, Faure rejoint Boullanger sur le Géographe le 3 novembre 1802, ce qui permet à ce dernier de passer ensuite à deux reprises sur la goélette le Casuarina, d'abord du 7 au 27 décembre 1802, puis du 10 janvier au 18 février 1803, afin de cartographier avec L. de Freycinet.
Dans leur pratique géographique, Faure et Charles-Pierre Boullanger intégrèrent les méthodes tout récemment mises au point par l’ingénieur-géographe Beautemps-Beaupré, mais en utilisant parallèlement les méthodes de relèvement plus traditionnelles, à la boussole  notamment, multipliant  par là-même les mesures. À la manière de Beautemps-Beaupré, ils relèvent avec le cercle à réflexion la position et la route de l’expédition ainsi que  les points remarquables des côtes. Ils font leurs mesures conjointement avec l’astronome de l’expédition, Bernier, et certains officiers, particulièrement les frères Louis et Henri de Freycinet. On trouve sa signature sur une carte de la  Terre Napoléon.
Selon ses propres désirs, Faure met un terme à sa carrière de géographe le 15 décembre 1803 au retour de l’expédition lorsqu'elle relâche à l'île de France et que Milius reçoit à son bord Barois, en qualité d’ingénieur-géographe en remplacement. Milius, ex-commandant en second du Naturaliste, laissé malade au port Jackson le 18 mai 1802 et qui a rejoint entre-temps l’Île-de-France, a pris au décès de Baudin le commandement du Géographe le 29 septembre 1803. De son côté, Barois est aide de camp de Decaen, administrateur des Mascareignes, avec la mission secrète de remettre au premier Consul et au ministre de la Marine les dépêches du gouverneur de l'île. Faure s'installe à l'île de France, se marie le 10 mars 1807 à Port-Louis, puis fonde une famille.

## Cartographie
Sur les cartes de l'Australie, Faure a laissé son nom :
- à l'île Faure[29],[25],[30],[a 1], située au centre du havre Hamelin[a 4], une grande baie appelée communément baie Shark[a 2] sur la côte ouest de l'Australie-Occidentale ;
- au cap Faure[31],[32] à la pointe la plus orientale de l'île Rottnest[a 5] au large de l'Australie-Occidentale ;
- au cap Faure[33],[34] à la pointe la plus occidentale de l'île Schouten[a 6] (Tasmanie).